# 1984 v letectví
Tento článek obsahuje seznam událostí souvisejících s letectvím, které proběhly roku 1984.

## Události

### Říjen
- 13. října – v závodě o Pohár Gordona Bennetta zvítězili Švýcaři Karl Spenger a Martin Messner

## První lety

### Únor
- 6. února – AIDC AT-3
- 14. února – Cessna Citation S/II
- 15. února – Cessna T-47

### Duben
- 24. dubna – Dornier SeaStar, D-ICDS

### Květen
- 7. května – Pilatus PC-9
- 15. května – AMX International AMX

### Červen
- 22. června – Rutan Voyager
- 28. června – Fuji KM-2D
- 30. června – Bell 400 TwinRanger
- 30. června – Suchoj Su-26

### Červenec
- 4. července – Bell Twin Ranger

### Srpen
- 16. srpna – ATR 42
- 17. srpna – Suchoj Su-39

### Září
- 17. září – Avtek 400, N400AV
- 21. září – Dassault Falcon 900

### Říjen
- 6. října – FMA IA 63
- 12. října – PZL-130

### Prosinec
- 14. prosince – Grumman X-29